# Déchet militaire
La notion de « déchet militaire » peut concerner de nombreux types de déchets, produits de l'amont à l'aval des filières militaires et de l'armement, avec une double spécificité :
- ces déchets sont parfois stratégiquement « sensibles » (armes, réacteurs et infrastructures nucléaires…) ;
- leur manipulation, démantèlement ou traitement final peuvent être très dangereux (explosifs, déchets radioactifs, armes chimiques, bactériologiques, biologiques) et sont classés comme déchet industriel spécial.

Une meilleure gestion des déchets est l'un des thèmes du développement durable que certaines autorités militaires cherchent à intégrer dans leurs stratégies.

## Histoire des déchets militaires

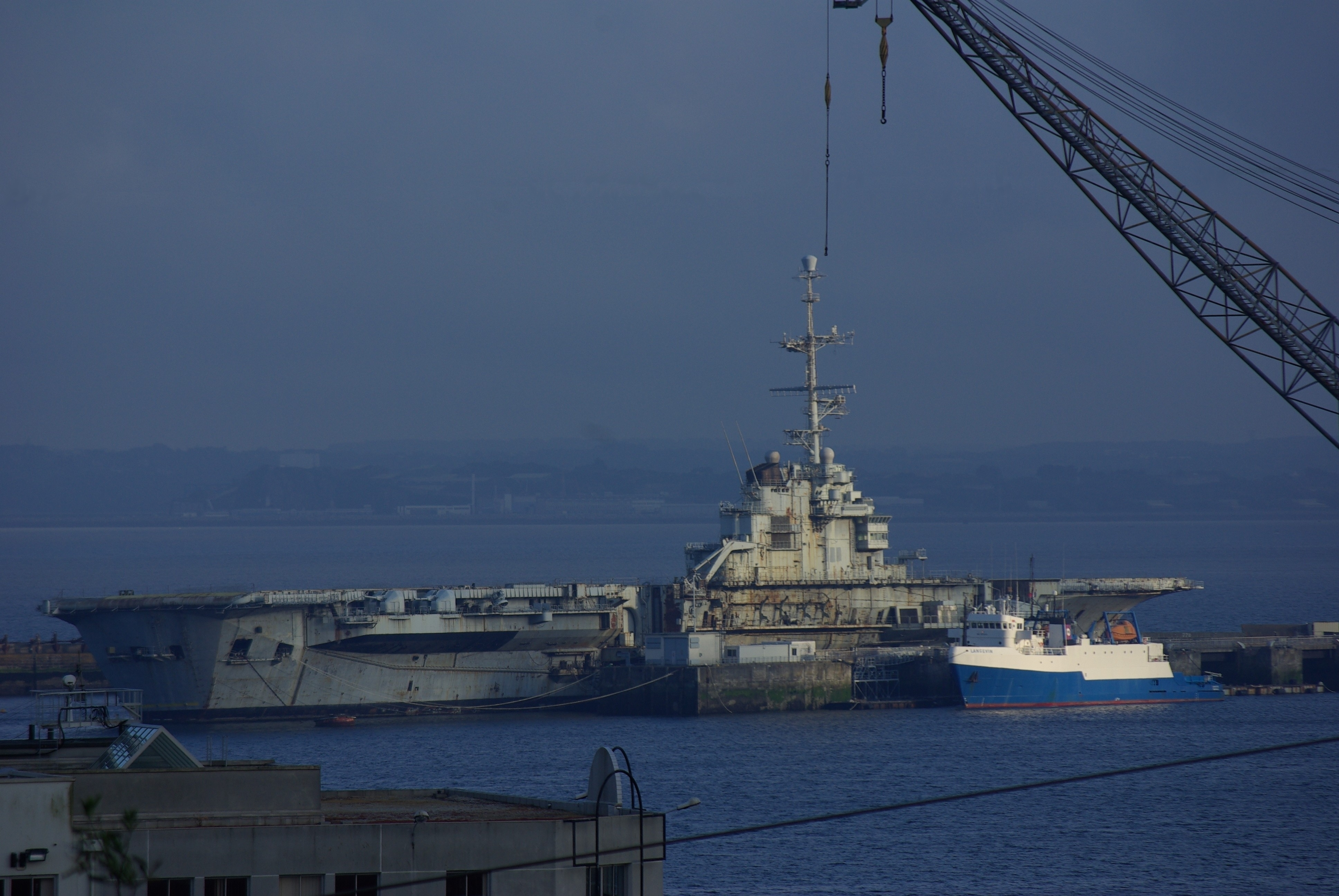
Coque du porte-avions Clemenceau à Brest en 2008). Démantelé au Royaume-Uni.

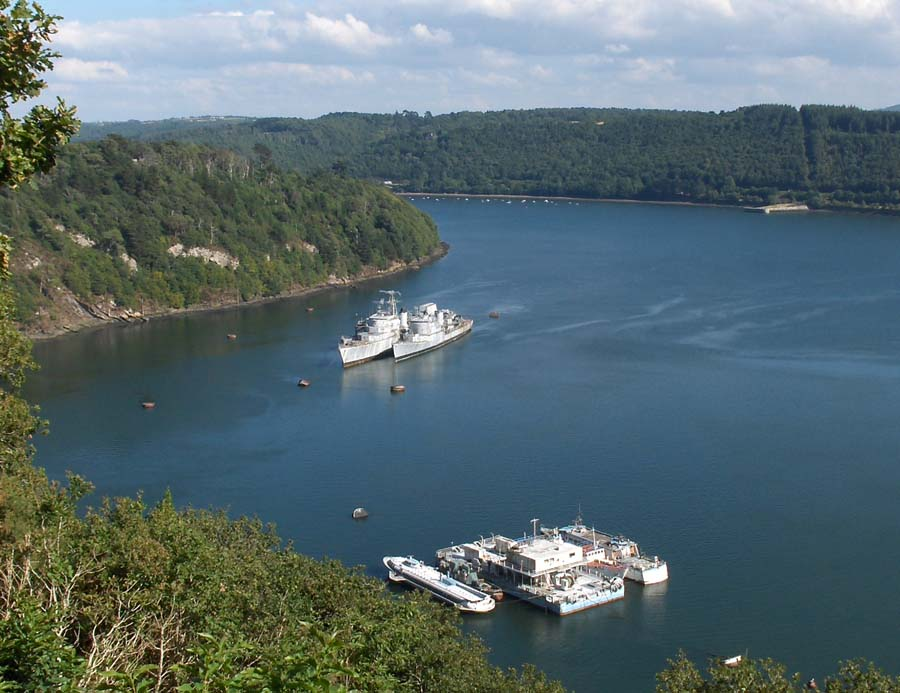
Cimetière de bateaux militaires français de Landévennec sur l'Aulne, en Bretagne avec deux avisos escorteurs réformés en brise-lames en, août 2006.

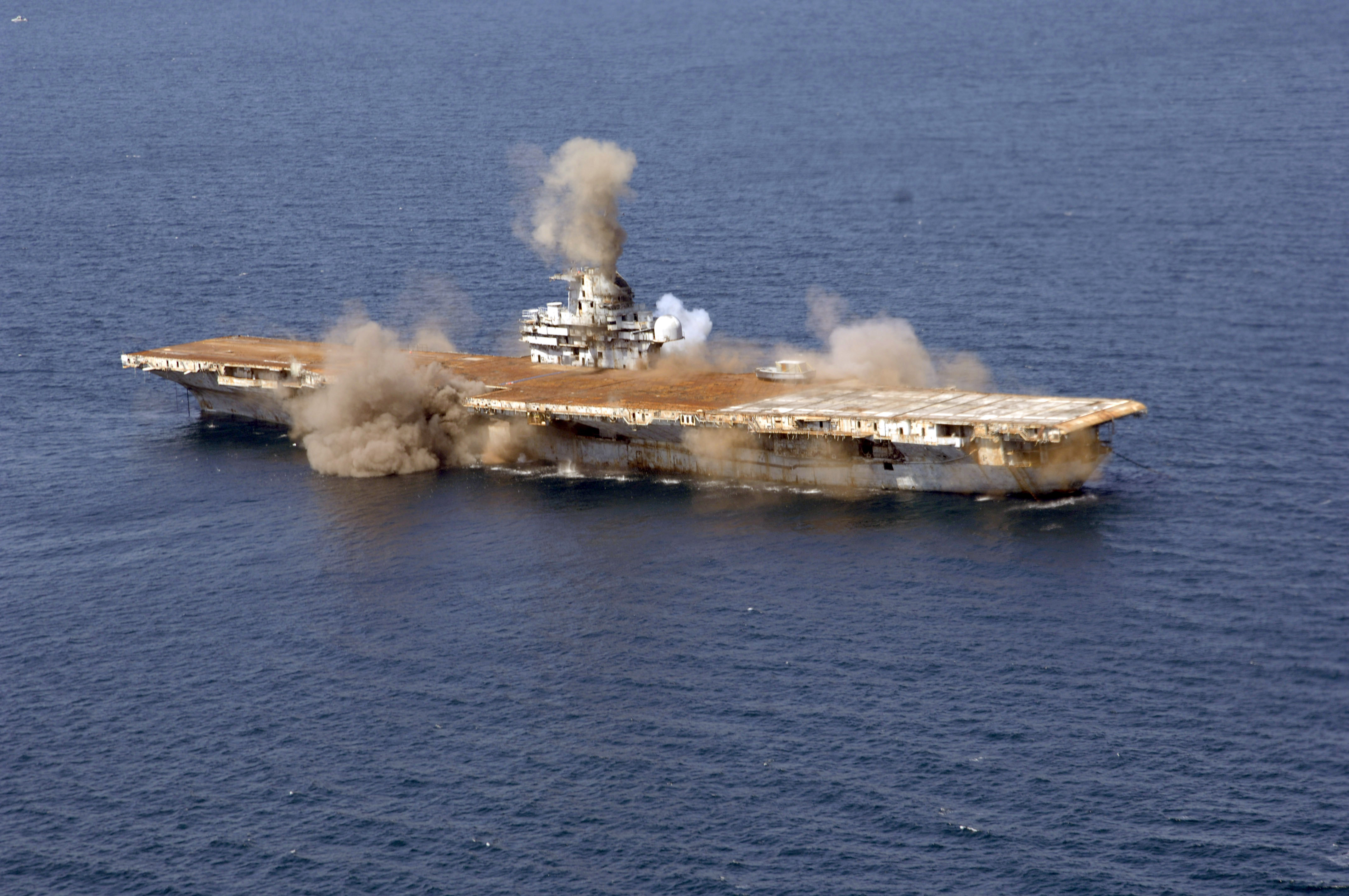
Porte-avions (CVA 34), éliminé à moindre frais le 17 mai 2006, comme récif artificiel dans le Golfe du Mexique, après un nettoyage sommaire.

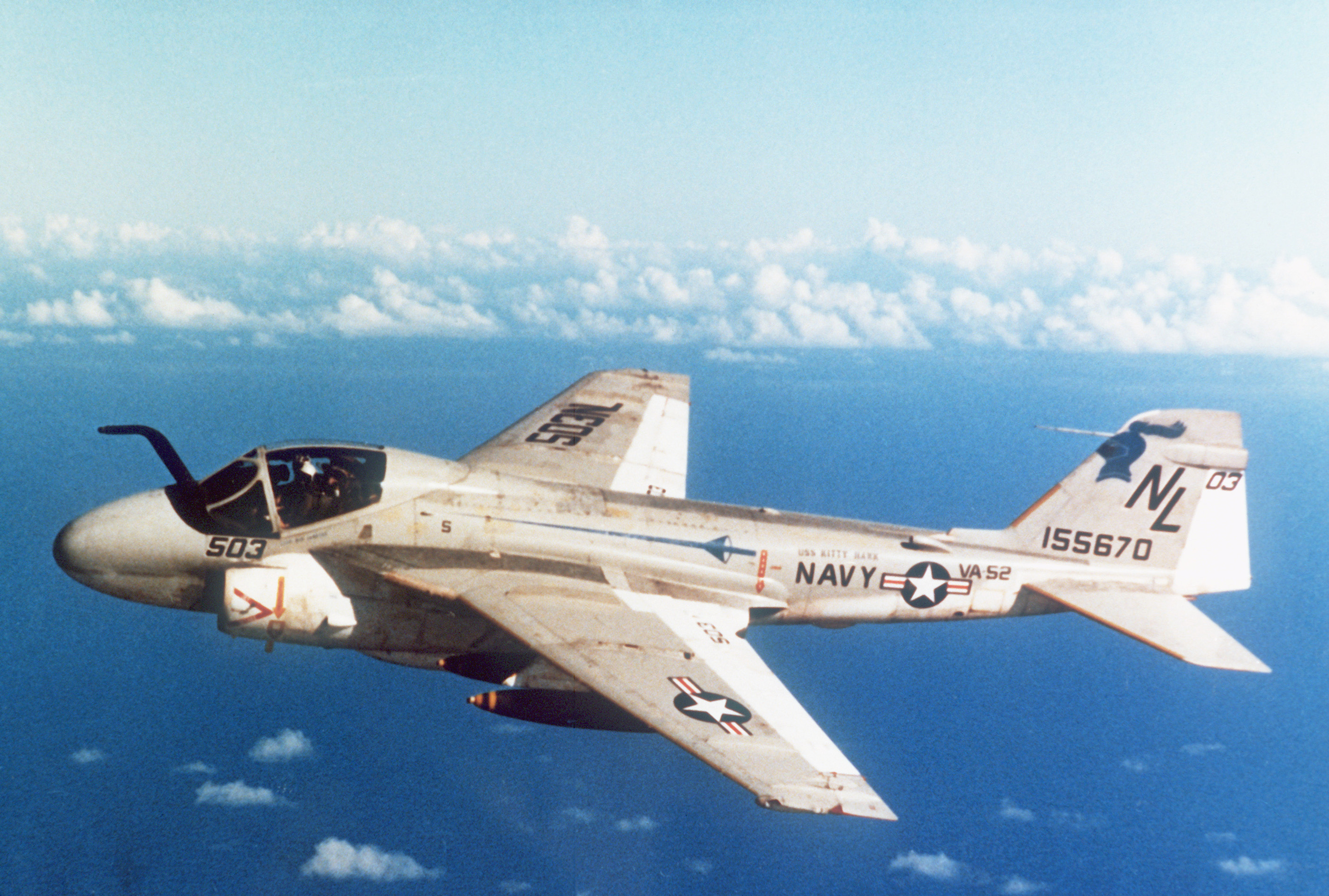
Cet avion Grumman A-6E Intruder de l'US Navy (BuNo 155670) a aussi été jeté en mer, en lui attribuant un rôle de récif artificiel.

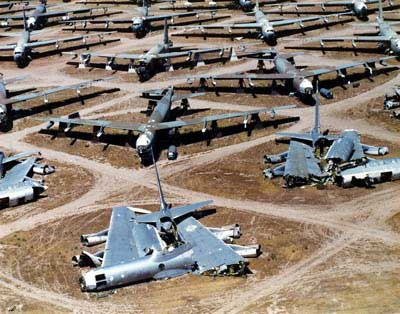
B-52 démantelé à la suite du traité de réduction des armes stratégiques.

C'est à partir de la Première Guerre mondiale et avec l'industrialisation de l'armement que les déchets militaires sont devenus préoccupants, parce que plus dangereux et produits en quantité très importante.
Depuis plus d'un siècle, de nombreux corps d'armée ou États se sont débarrassés de leurs munitions non explosées ou non utilisées et périmées en les immergeant dans des lacs (en Suisse par exemple, dont dans le lac de Thoune) ou en mer (plus d'une centaine de sites de munitions immergées sont répertoriés le long de tout le littoral européen).
Certains navires de guerre ou blindés « en fin de vie » ont été également immergés, éventuellement via des opérations présentées comme création de récifs artificiels. Quelques navires de guerre ou sous-marins retirés du service ont été recyclés comme « bateau-musée » ou sont utilisés comme « épis » pour lutter contre l'érosion de berges.
Dans certains pays[Lesquels ?], une tradition de vente des surplus militaires existe aussi, permettant de recycler une partie des matériels usagés ou non utilisés (vêtements en particulier) ;
La réflexion porte surtout depuis les années 1990 outre sur les « consommables », sur un démantèlement plus propre et sûr (avec récupération de matière première ou recyclables)
- des munitions conventionnelles
- des engins « porteurs » (navires, y compris coques de sous marins dénucléarisées, blindés, avions ou hélicoptères et autres véhicules), bâtiments, etc.
- des munitions chimiques (dont le démantèlement et la destruction sont contraintes par la Convention sur l'interdiction des armes chimiques, et que le droit international (Convention de Londres) interdit maintenant de jeter en mer ou faire « pétarder » en mer, hormis pour le déminage de mines par exemple).

Dans un souci d'économies par le recyclage et un moindre gaspillage, ou pour diminuer leur empreinte écologique (verdissement des administrations), certaines autorités militaires ont une démarche de gestion plus rationnelle et sûre des déchets directement ou indirectement produits par les activités militaires.

## Tendances
- Principe pollueur-payeur : il tend à s'imposer dans le monde comme principe et condition d'un développement plus juste et équitable, plus soutenable et durable, avec pour conséquence l'exigence que le producteur d'un déchet contribue à son traitement, recyclage ou élimination sûre et propre. Le monde militaire commence à l'appliquer[1], à ceci près que dans ce cas, c'est par l'impôt que la dépollution est financée, et que les armées disposent de nombreux privilèges et dérogations.
Dans plusieurs pays dont en France, les sites militaires doivent ainsi être dépollués par l'armée avant d'être vendus ou donnés aux collectivités. Au Canada, USA, Russie, Japon, Chine et en Europe, on commence aussi à s'intéresser aux séquelles anciennes (sites et sols pollués) d'anciennes activités de fabrication, essais, déminage, décontamination ou démantèlement de munitions chimiques ou conventionnelles, etc.).

- Principe de prévention : Surtout depuis les années 1990, pour ne pas renouveler les erreurs du passé, pour épargner la santé et les budgets des militaires eux-mêmes, plusieurs groupes industriels[Lesquels ?] travaillent à une « écoconception » des matériels militaires ou à la production de munitions moins toxiques (parfois dites munitions vertes, sans plomb ou sans mercure toxiques par exemple, comme on le fait aussi pour les munitions de chasse, avec les cartouches sans grenaille de plomb et sans amorces au mercure depuis les années 1980 aux États-Unis et plus tardivement et incomplètement en France). 
En Allemagne et au Royaume-Uni, depuis les années 2000, ce sont les mêmes services[Lesquels ?] qui gèrent les ventes d’armement, de pièces de rechange et d’occasion et les prestations de démantèlement, ce qui facilite une approche de précaution de la conception jusqu'à la « fin de vie » (rebut, recyclage, élimination) des matériels et munitions.

- Suivi : Il est parfois délicat pour des raisons de confidentialité géostratégique liées aux activités militaires, mais il est de plus en plus transparent et exigé par certains pays.[Lesquels ?] 
Le matériel vendu d’occasion par l'armée anglaise est par exemple assorti d'obligations de cartographies de substances dangereuses, et de démantèlement en fin de vie selon les normes environnementales et sanitaires strictes. Un tel système est une possibilité étudiée en France.[Depuis quand ?][Par qui ?] Malgré les progrès des techniques de traçabilité, le contexte de mondialisation du traitement des déchets rend le suivi parfois difficile ou impossible, avec des risques de dérives (trafic et blanchiment d'armes ou déchets, y compris concernant les matières nucléaires, dont le plutonium et l'uranium enrichi, le parlement et la commission européenne reconnaissant eux-mêmes en 1992 que la « faillite d'un système fondé sur l'absence de séparation entre les aspects civils et militaires du nucléaire a conduit à une situation de grand danger, en ce qui concerne tant la gestion des installations nucléaires que le contrôle des substances radioactives »[2]). À titre d'exemple, le 16 juillet 2000 : 5 g d'uranium 235 (de qualité militaire, enrichi à 80 %) ont été saisis par la DST à Paris, en possession de deux trafiquants.[Où ?][Quand ?] Il aurait été volé dans un laboratoire ou dans un centre de démantèlement de sous-marins nucléaires[3].[Où ?]

## Méthode
Les militaires peuvent bénéficier des progrès faits dans le suivi et traitement des déchets d'activités civiles, mais ils travaillent de plus en plus avec des Agences, ministères (de l'environnement, de la santé..) voire avec des associations de défense de l’environnement.
De manière générale, dans le domaine des déchets, « le déchet le moins coûteux à éliminer est celui qu'on ne produit pas », ce qui signifie que la réduction à la source devrait toujours être privilégiée rappelle Stephan Robinson, qui déplore le gaspillage de matériel lors des exercices et de l’entraînement et le manque d'écoconception et d'analyse du cycle de vie de ces matériels.
En France, une convention lie le ministère de la défense au ministère de l'environnement et trois conférences se sont tenues dans un cycle Défense et environnement (la dernière en date du 2 juillet 2009),. En France, le ministère chargé de la défense s'est doté d'un directeur chargé du développement durable ; à la Sous-direction du patrimoine, au sein de la Direction de la mémoire, du patrimoine et des archives (DMPA). Ce ministère doit intégrer l’environnement dans la conduite des programmes d’armement. Il a annoncé qu'à la suite du Grenelle de l’environnement, il a programmé « 108 millions € pour le démantèlement ». L'armée française doit notamment faire détruire 22 000 MLRS (systèmes de lance-roquettes multiples) devenus interdits par le traité sur les armes à sous-munitions.
En France : de 270 000 t de matériel sont à démanteler sur la période de programmation 2009-2014. 140 000 t correspondent à 170 coques et engins flottants. S'y ajoutent plus de 800 aéronefs, et près de 100 000 t de véhicules et blindés, une quantité croissante de matériel électroniques et informatique et des milliers de tonnes de bombes, obus, mines (27 000 missiles, torpilles et roquettes divers, dont 22 000 roquettes et des milliers d’obus à sous munitions, aujourd'hui interdits d’emploi par la convention de Dublin et l’accord d’Oslo). Toujours selon le ministère de la défense, ce sont de 90 à 160 millions d’euros qui seront nécessaires (selon le cours des métaux).

## Spécificités, cas particuliers

### Le cas des munitions, missiles et torpilles
Démanteler des munitions anciennes ou rendues interdites par des traités internationaux coûte beaucoup plus cher que les produire, d'autant qu'il existe peu de filières spécialisées. Cela est aussi plus dangereux et exige des moyens et filières adaptés.
En France : des stocks importants se sont accumulés. Par exemple, en France, l'armée estime que plus de 20 000 tonnes de munitions seraient à détruire de 2009 à 2015. La France manquant de filière adaptée, ce démantèlement pourrait devoir se faire en Allemagne selon le rapport de Xavier Lebacq.

### Le cas des navires et sous-marins
Les autorités militaires doivent gérer les déchets produits par le fonctionnement et l'entretien du navire, par la vie à bord, puis par la « fin de vie » du matériel (ainsi que les accidents, réparations, etc.).
Le problème des antifoolings toxiques, la gestion des polluants liés à la motorisation, aux peintures, aux huiles, etc. ne sont pas a priori propres aux navires militaires, hormis pour les matériels ou matériaux « sensibles ».
Le démantèlement et recyclage des sous-produits des navires (à propulsion nucléaire notamment) pose cependant des problèmes illustrés par les tribulations du porte-avion Clemenceau (« Q-790 »).
La convention de Hong Kong du 11 mai 2009 mise en place par l'Organisation maritime internationale (OMI) ne concerne en effet que les navires civils. Et les appels d'offres n'intègrent pas toujours les principes et critères élémentaires du développement durable.
À titre d'exemple, en France et en 2008, pour les navires de surface désarmés, une trentaine de navires (plus de 500 t chacun), pour un total d'environ 80 000 t étaient en attente de démantèlement à Landévennec notamment. Il faut y ajouter environ 5 000 t correspondant à 70 bâtiments auxiliaires et engins portuaires, puis 5 à 10 navires annuellement retirés du service (soit 10 000 t par an environ, de 2009 à 2014). 5 sous-marins de la série « Le Redoutable » étaient en attente de traitement en 2008. En 2008, 200 € étaient en moyenne nécessaire pour traiter une tonne de coque métallique, et plus pour les coques dégradées qu'il faut traiter sur place.
Un passeport vert (fiche d'identité du navire en fin de vie listant notamment les risques potentiels induits par les matériaux et substances présents sur le navire (inflammabilité, explosivité, corrosivité, toxicité, éco-toxicité, CMR…).) a été proposé par l'OMI comme devant accompagner tout nouveau navire civil, afin de rassurer les pays par lesquels ces navires devraient transiter où ils devront être démantelés. Le Royaume-Uni, l'Allemagne, la Suède et la France avaient déjà en 2008/2009 produit quelques passeports verts pour des navires militaires (la France a annoncé un investissement de 8 millions € (1,6 million €/an, de 2008 à 2012, soit 100 000 € par navire pour cette période) pour en financer d'autres).

### Le cas de l'amiante
Le désamiantage est maintenant à généraliser pour les blindés, navires et aéronefs qui contiennent presque tous de l'amiante, considéré comme « déchets dangereux ». À titre d'exemple, le porte-avions Clemenceau contenait environ 700 tonnes d'amiante ou matériaux amiantés. Le ministère de la défense souhaiterait un aménagement au décret amiante de 1996.

### Le cas des déchets électroniques, informatiques électriques et de bureaux
Les déchets banals et les déchets électroniques (DEEE) font l'objet de filières particulières, éprouvées ou en développement en Europe, etc. Les matériels « sensibles » doivent être broyés ou détruits avant que leurs matériaux puissent être recyclés.

### Cas desdéchets médicauxetvétérinairesmilitaires
Depuis l'Antiquité, des armées se déplaçant rapidement d'un pays à l'autre, et fréquentant des zones à risque, ou en situation de guerre ont pu contribuer à véhiculer des microbes et diffuser des épidémies ou pandémies.
Les armées disposent souvent de systèmes hospitaliers et sanitaires propres, qui peuvent aussi contribuer à des expériences ou exercices impliquant des organismes ou produits à risque (cf. armes bactériologiques, chimiques, nucléaires, etc. ou générant des déchets à risques (à la suite des décontaminations par exemple).
- s'ils sont produits hors missions et en temps de paix, ils relèvent généralement de la réglementation sur les déchets d’activités de soins à risques infectieux et assimilés (ou DASRIA),

### Autres cas particuliers
Pour l'historien et le rudologue (celui qui étudie les déchets), il existe aussi des catégories encore floues, mais posant des problèmes environnementaux et de développement soutenable, tels que les déchets laissés sur les champs de bataille (séquelles de guerre) ou perdus lors des exercices.
- Déchets en faibles quantités dispersées : ils sont particulièrement difficiles à gérer et à suivre - car souvent sans responsable identifié et émis de manière dispersée ou dispersée par les explosions ; ce sont par exemple les déchets toxiques en quantités dispersées (DTQD), ou gaz à effet de serre et autres polluants perdus lors des combats et exercices, dans l'air, dans les mers, sur les sites d'essais, etc.). Un exemple parmi d'autres est celui de l'uranium appauvri utilisé dans certaines munitions lors de conflits récents dont en Europe, au Kosovo. Les ventes de matériels d’occasion contenant généralement des produits dangereux sont aussi une source de dispersion future de ces déchets, souvent vers des pays pauvres manquant des moyens de les bien traiter.
- Déchets à risque, anciens (parfois oubliés) et sans responsables aujourd'hui solvables ou juridiquement reconnus : ils peuvent également être toxiques ou dangereux (explosifs) ou comportent des éléments toxiques (exemple : munitions immergées, et autres munitions non explosées récupérées lors de la reconstruction des zones rouges ou autres zones de conflit ; ou ensuite dans les filets de pêche ou lors des labours ou travaux de terrassements.
Ces munitions de toutes provenances, proviennent en Europe des guerres mondiales ou font suite à ces dernières. D'autres conflits en ont produit et laissé de grandes quantités ailleurs dans le monde (Viêt Nam, Cambodge…). On s'en est débarrassé dans la nature, dans des lacs, gouffres, étangs, puits ou galeries ou en mer…
Ces déchets du passé plus ou moins lointain, sans responsables aux yeux de la loi, sont encore juridiquement et concrètement mal pris en compte.
- gaz à effet de serre émis par les avions et les navires militaires, ou les moyens civils transportant des matériels ou personnels militaires. Ce sont des déchets particuliers, non pris en compte par le Protocole de Kyoto. Les quantités peuvent en être importantes. Aux États-Unis, c'est plus de 70 % des émissions de GES dues aux activités de tous les services de l'État.